# Virachola suk
Virachola suk är en fjärilsart som beskrevs av Henry Stempffer 1948. Virachola suk ingår i släktet Virachola och familjen juvelvingar. Inga underarter finns listade i Catalogue of Life.